# سد کوندل
سد کوندل (به انگلیسی: Kundal Dam) یک سد در پاکستان است که در ناحیه سوابی واقع شده‌است.